# Dennis Viollet
Dennis Sydney Viollet, né le 20 septembre 1933 à Fallowfield, Manchester (Angleterre) et mort le 6 mars 1999 à Jacksonville (États-Unis), est un footballeur anglais qui évoluait au poste d'attaquant à Manchester United et en équipe d'Angleterre.
Il a connu deux sélections avec l'équipe d'Angleterre entre 1960 et 1962 (pour un but marqué).

## Carrière
- 1950-1962 : Manchester United
- 1962-1967 : Stoke City
- 1967-1968 : Baltimore Bays

## Carrière d'entraineur
- 1971 : Crewe Alexandra
- ? : Jacksonville Tea Men
- 1990–1995 : Jacksonville Dolphins
- 1995–1996 : Richmond Kickers
- 1997–1999 : Jacksonville Cyclones

## Palmarès
Manchester United FC
- Champion du Championnat d'Angleterre de football (2) :
  - 1956 & 1957.
- Vice-champion du Championnat d'Angleterre de football (1) :
  - 1959.
- Meilleur buteur du Championnat d'Angleterre de football (1) :
  - 1960: 32 buts.
- Finaliste de la FA Cup (2) :
  - 1957 & 1958.
- Meilleur buteur de la Coupe des clubs champions européens (1) :
  - 1957: 9 buts.
- Vainqueur du Community Shield en 1956 et 1957.

Stoke City FC
- Champion du Championnat d'Angleterre de football D2 (1) :
  - 1963.

### En équipe nationale
- 2 sélections et 1 but avec l'équipe d'Angleterre entre 1960 et 1962.

### Anecdote
- Il était l'un des survivants du crash du Vol 609 British European Airways.